# 西山浅次郎
西山 浅次郎（にしやま あさじろう、1926年5月20日 - 2021年3月30日）は、英文学者、慶應義塾大学名誉教授。

## 人物・来歴
茨城県生まれ。1950年慶應義塾大学文学部英文科卒、1958年慶大法学部講師、64年助教授、71年教授、1989年定年退任、名誉教授、杏林大学教授。

## 翻訳
- ヘレン・トマス『愛はつきることなく』大和書房　1970
- マリア・リーチ『世界故事物語 暮しの中のロマン』潮文社　1971
- デニス・スミス『第82消防班の日々 ニューヨークのゲットーにはたらく消防士の手記』TBS出版会　1972
- マイケル・バーズリー『右きき世界と左きき人間』TBS教育事業本部 1972
- マイケル・バーズリー『左ききの本』TBS出版会 1973
- 『地獄のペン 告発するマーク・トウェイン』フレデリック・アンダーソン編 佐藤喬共訳 平凡社　1975
- レナード・コットレル『気球の歴史』大陸書房　1977
- セオドア・I.ルービン『幸福への序章 あなたが幸せになるために』ジャパン・パブリッシャーズ　1977
- エズラ・ボウイン『空の騎士たち』大谷内一夫共訳　タイムライフブックス　ライフ大空への挑戦　1981
- ドナルド・デール・ジャクソン『はじめに気球ありき』大谷内一夫共訳　タイムライフブックス　ライフ大空への挑戦 1981

## 参考
- 私の略歴 (西山浅次郎先生退職記念論文集) 教養論叢 1989-03
- 『現代日本人名録』2002年